# 女性に関する記念日一覧
女性に関する記念日一覧（じょせいにかんするきねんびいちらん）は、女性に関する記念日、祝日、年中行事などの一覧である。キリスト教の聖人の記念日は除外する。

## 1月
- 31日 - 愛妻の日日本[1]

## 2月
- 04日 - ローザ・パークス記念日（en:Rosa Parks Day）アメリカ合衆国カリフォルニア州[2]、ミズーリ州[3]では誕生日を記念日としている
- 06日 - 女性器切除の根絶のための国際デー（英語版） 世界
- 11日 - 科学における女性と女児の国際デー（英語版） 世界
- 15日 - スーザン・B・アンソニー記念日（en:Susan B. Anthony Day）アメリカ合衆国
- 初週の1日 - 女性スポーツ選手の日（en:National Girls and Women in Sports Day）アメリカ合衆国

## 3月
- 03日 - 雛祭り日本
- 05日 - スチュワーデスの日日本[4]
- 08日 - 国際女性デー 世界
- 10日 - 農山漁村女性の日日本[5]、ハリエット・タブマン記念日（en:Harriet Tubman Day）アメリカ合衆国

## 4月
- 16日 - 女子マラソンの日日本[6]
- 20日 - 女子大の日日本[7]
- 21日 - カルティニ記念日（en:Kartini Day）インドネシア
- 27日 - 悪妻の日[8]、婦人警官記念日日本[9]

## 5月
- 07日 - 国際助産師の日 世界
- 12日 - 看護の日日本[10]、国際ナースデー 世界
- 22日 - ガールスカウトの日日本[11]
- 第1日曜日 - 母の日スペイン
- 第2日曜日 - 母の日 世界
- 最後の日曜日 - 母の日スウェーデン

## 6月
- 07日 - 母親大会記念日日本
- 27日 - 女性雑誌の日[12]、ヘレン・ケラー記念日（en:Helen Keller Day）アメリカ合衆国

## 7月
- 19日 - 女性大臣の日日本[13]

## 8月
- 09日 - 全国女性デー（英語版）南アフリカ共和国
- 21日 - 女子大生の日日本[14]
- 26日 - 男女同権の日（英語版）アメリカ合衆国

## 9月
- 06日 - 妹の日日本

## 10月
- 11日 - 国際ガールズ・デー 世界
- 15日 - 農山漁村女性のための国際デー 世界
- 18日 - 世界メノポーズデー 世界

## 11月
- 03日 - いいお産の日日本
- 15日 - 七五三日本
- 19日 - 緑のおばさんの日日本
- 25日 - OLの日日本[15]、女性に対する暴力撤廃の国際デー 世界

## 12月
- 01日 - ローザ・パークス記念日（en:Rosa Parks Day）アメリカ合衆国オハイオ州[2]、オレゴン州[2]、テキサス州[16]では逮捕された日を記念日としている
- 03日 - 妻の日日本[17]
- 06日 - 姉の日日本[18]
- 12日 - 抗議する女性の日（en:Nupi Lan Day）インド[19]